# 1 f.Kr.
1 f.Kr. var ett skottår som började en torsdag i den proleptiska julianska kalendern, men i verkligheten ett normalår som började antingen en fredag eller lördag i den julianska kalendern (se skottårsfelet i den julianska kalendern för mer information). Det var också året före 1 e.Kr. Enligt ISO-standarden för datum- och tidsangivelser (ISO 8601) betecknas detta år 0000.

## Födda
- 25 december (traditionellt datum) – Jesus (död omkring 33), judisk profet och grundare av kristendomen. De flesta forskare hävdar att Dionysius Exiguus förlade Jesu födelse till detta år i sin Anno Domini-räkning. Dock hävdar Georges Declercq att Dionysius förlade den till 1 e.Kr. Man vet dock, att Jesus inte föds något av dessa år, utan troligare någon gång mellan 7 och 4 f.Kr. De båda felaktiga årtalen kommer från Dionysius tvetydiga uttalande att Probus Juniors konsulat var 525 efter Jesu födelse. Berättelserna i Nya Testamentet tyder på att han föddes på våren snarare än vintern - herdar brukade endast vakta sina hjordar för att vaka över nyfödda lamm, vilka föds på våren.
- Petrus, kristet helgon, en av Jesu lärjungar, den förste påven från omkring 30 eller 33 till 64 eller 67 (möjligen född detta år)

## Avlidna
- Fu (Han Ai), kinesisk kejsarinna
- Zhao Feiyan, kinesisk kejsarinna (påtvingat självmord)